# Als in een roes
Als in een roes is een Nederlandse film uit 1986 van Pim de la Parra. Het scenario is gebaseerd op een toneelstuk. De film heeft als internationale titel Intoxicated.

## Verhaal
Het verhaal draait om een toneelvereniging die op zoek is naar een nieuw stuk om te spelen. De regisseur denkt erover om zijn privéleven op het toneel te brengen. Hij ziet zijn eigen vrouw wel voor de rol van prostituee weggelegd, en stuurt haar naar de hoeren om de rol beter tot z'n recht te laten komen. Uiteindelijk krijgt het stel ruzie over de indelingen, net als de overige amateurs, die het zelf ook aan de stok krijgen met hun partners. De première lijkt in gevaar te komen.

## Rolverdeling
| Acteur             | Personage            |
| ------------------ | -------------------- |
| Herbert Flack      | Nils Wijn            |
| Liz Snoyink        | Tessa Mahon          |
| Thom Hoffman       | Diederik van Avezaat |
| Devika Strooker    | Esmée                |
| Leonoor Pauw       | Sara Severijn        |
| Frances Sanders    | Liesje               |
| Eva van Heijningen | Eva Adama            |
| Miguel Stigter     | Hero de Winter       |
| Ellen Vogel        | Agatha van Avezaat   |
| Nelly Frijda       | Hoer                 |
| José Lea           | Pianist              |
| Guikje Roethof     | Meisje op gracht     |
| Judy Doorman       | Fee met duif         |
| Frans Weisz        | Fotograaf            |
| Geert Essink       | Toneelmeester        |